# Mary Gauthier
Mary Gauthier (New Orleans, 11 de marzo de 1962) es una cantante estadounidense de los géneros americana, folk y alternative country.

## Biografía
Nacida en Louisiana, abandonada por su madre en un asilo, fue adoptada cuando tenía un año por una pareja de origen italiano. A los 15 años se escapa de casa y pasa los años siguientes entre el abuso del alcohol, la drogas y varias tentativas de rehabilitación a la búsqueda de su propia identidad sexual y de sus propias raíces.  Logra desintoxicarse y después de la frecuentación de la Universidad de Louisiana, obtiene un diploma en la Cambridge School of Culinary Arts, institución profesional de cocina. Abre un restaurante cajun en Boston en el que trabajará durante 11 años. En el año 1990 es arrestada por conducir en estado de embriaguez. Este hecho la lleva a un decidido cambio de ruta. Se hace abstemia y comienza a escribir canciones.
Publica su primer álbum Dixie Kitchen en el 1997. Para pagarse los gastos para las grabaciones del álbum siguiente vende la parte que poseía en el restaurante. En el 1998 sale el segundo álbum Drag Queens in Limousines que obtiene óptimas críticas y gracias al cual es llamada a tocar en los principales festivales folk del país como el Festival de Folk de Newport. Recibe el premio al mejor álbum folk en los Independent Music Awards.
El tercer álbum Filth and Fire obtiene también óptimas críticas, como la de Jon Pareles de New York Times que valora el trabajo como el mejor álbum independiente del año. Recibe también algunos GLAMA Awards.
En el 2001 se traslada a Nashville en Tennessee donde obtiene un contrato con el sello Lost Highway Records, subsidiaria de la Universal Music.
El primer álbum para el sello es Mercy Now del 2005 que la da a conocer a nivel nacional. El álbum aparece comentado en muchos periódicos y revistas, entre las cuales The New York Times, Los Angeles Times, Daily News y Billboard, entre los mejores álbumes del año.
En el disco sucesivo, Between Daylight and Dark del año 2007, participan numerosos artistas entre los cuales Jimmy Buffett, Tim McGraw, Blake Shelton, Boy George, Bill Chamber, Mike Farris, Candi Staton, Amy Helm y Bettye Lavette.
En el álbum del 2010 The Foundling, producido por Michael Timmins de los Cowboy Junkies la cantautora afronta de manera más profunda la cuestión existencial sobre sus orígenes y lo hace en manera emocional e intensa, como nunca lo había hecho antes.
Después del álbum demo acústico The Foundling Alone, pública en el 2012 su primer disco en vivo Live at Blue Rock, registrado al Blue Rock Artist Ranch de Wimberley, Texas con una formación a tres, con Mike Meadows en las percusiones y Tania Elizabeth al violín.
En el 2010 recibió el premio "New Artist of the Year" de The Americana Music Association. Mercy Now fue votado como No. 6 Record of the Decade por No Depression magazine. En 2015 ha sido nominada por la GLAAD Outstanding Music, Artist of the Year, en el 26th Annual GLAAD Media Awards, en Los Ángeles.
Sus relatos han sido publicados en libros y revistas, incluyen el libro Amplified, publicado por Random House, The Blue Rock Review, una revista de arte de Wimberly, TX. y la Capitola Review. Toca regularmente en el Grand Ole Opry y reside en Nashville, Tennessee.

## Discografía

### Álbumes en estudio
- 1997 - Dixie Kitchen (Groove House Records, reeditado en Europa por Orchard 1999)
- 1999 - Drag Queens in Limousines (Groove House Records, reeditado en Europa por Munich Records 1999)
- 2002 - Filth and Fire (Signature Sounds)
- 2005 - Mercy Now (Lost Highway, reeditado en 2006 como Mercy Now [International Tour Edition])
- 2007 - Between Daylight and Dark (Lost Highway)
- 2010 - The Foundling (Razor & Tie)
- 2011 - The Foundling Alone (Audio & Video Labs)
- 2014 - Trouble and Love
- 2018 - Rifles & Rosary Beads (coescrito con veteranos estadounidenses y sus familias)
- 2022 - Dark Enough to See the Stars

### Álbum en vivo
- 2012 - Live at Blue Rock (Proper)

### Compilaciones
- 2008 - Genesis (The Early Years)